# Björn Ahrens
Björn Ahrens (* 1981) ist ein deutscher Schauspieler.

## Leben
Ahrens absolvierte von 2004 bis 2007 eine Schauspielausbildung an der Schule für Schauspiel Hamburg 2005 nahm er an einem Schauspielseminar bei Michael Bogdanov teil; 2006 spielte er an den Hamburger Kammerspielen in dessen Inszenierung des Theaterstücks Der Garderobier von Ronald Harwood.
Mehrfach hatte Ahrens seit 2006 auch Theaterengagements am Altonaer Theater. 2006 spielte er dort sie Rolle des Anders Bengtsson, den besten Freund des Titelhelden, in einer Bühnenfassung des Kinderbuchs Kalle Blomquist. In der Spielzeit 2007/2008 verkörperte er am Altonaer Theater die Rolle des verstoßenen Sohnes Edgar in König Lear. Mit dem Tournee-Theater Thepiskarren ging er mit dieser Produktion auch auf Tournee. Von 2008 bis 2010 trat er am Altonaer Theater in der Rolle des Silvio, einem der Freunde der Titelfigur, in dem Theaterstück Herr Lehmann auf; zeitweise übernahm Ahrens auch die Titelrolle. 2009 übernahm er dort die Rolle des Hans Castorp in einer Bühnenfassung des Romans Der Zauberberg.
In der Spielzeit 2007/2008 spielte er am Ernst Deutsch Theater in Hamburg den Maler Conti in Emilia Galotti in einer Inszenierung von Kay Neumann. Von 2008 bis 2010 trat Ahrens an den Hamburger Kammerspielen in dem Theaterstück Die Lissabonner Traviata von Terrence McNally auf. Er spielte darin die Rolle des jungen schwulen Liebhabers Paul.
Ahrens spielte auch einige Fernseh- und Filmrollen. Der Schwerpunkt seiner künstlerischen Tätigkeit ist jedoch weiterhin die Theaterarbeit. 2010 wirkte er in dem Kurzfilm Listenhunde mit; der Film wurde für das Filmfestival Max Ophüls Preis 2012 in Saarbrücken nominiert.
Im Mai 2011 war er in einer Episodenrolle in der ZDF-Krimiserie Notruf Hafenkante zu sehen. 2011 spielte er eine Episodenhauptrolle in der ZDF-Soap Herzflimmern – Die Klinik am See. Er verkörperte an der Seite von Isabelle von Siebenthal die Rolle des Torben Faber, den jüngeren Lebensgefährten einer Frau, die sich sehnlichst ein Kind wünscht.
In der ARD-Fernsehserie Rote Rosen übernahm er 2011 in einigen Folgen die Rolle des Kleinkriminellen TJ Jürgensen. Er gehörte zum Nebencast der Serie.
Ahrens arbeitete auch als Hörspielsprecher, so 2008 in der im Hamburger Lausch-Hörspielverlag erschienenen Hörspielserie Die Schwarze Sonne.
Ahrens lebt in Hamburg.

## Filmografie (Auswahl)
- 2006: Blurred (Kurzfilm)
- 2011: Listenhunde (Kurzfilm)
- 2011: Notruf Hafenkante (Folge: Gefährliche Begegnung) (Fernsehserie)
- 2011: Herzflimmern – Die Klinik am See
- 2011: Rote Rosen (Fernsehserie)
- 2015: Die Pfefferkörner (Folge: Abgeschoben) (Fernsehserie)
- 2018: Angst in meinem Kopf (Fernsehfilm)
- 2019: Die verschwundene Familie (Fernsehfilm)
- 2021: SOKO Hamburg (Folge: Kiezliebe) (Fernsehserie)